# Phillipsburg (Kansas)
Phillipsburg település az Amerikai Egyesült Államok Kansas államában, Phillips megyében, melynek megyeszékhelye is. Lakosainak száma 2337 fő (2020. április 1.).

## Népesség
A település népességének változása:

| 2010 | 2 581 |
| 2020 | 2 337 |